# Fisher County
Fisher County je okres ve státě Texas v USA. K roku 2010 zde žilo 3 974 obyvatel. Správním městem okresu je Roby. Celková rozloha okresu činí 2 336 km².